# Polygala planellasi
Polygala planellasi là một loài thực vật có hoa trong họ Polygalaceae. Loài này được Molinet miêu tả khoa học đầu tiên năm 1887.